# D (single)
D é o sexto single em formato de álbum single lançado pelo grupo sul-coreano Big Bang. O seu lançamento ocorreu em 1 de julho de 2015 através da YG Entertainment, sendo composto pelas canções "If You" e "Sober" e tornando-o terceiro lançamento de seu projeto intitulado Made Series. 
O lançamento de D atingiu o topo da parada sul-coreana Gaon Album Chart, além de liderar paradas de álbuns no Japão e Taiwan. 

## Antecedentes e lançamento
Como parte do projeto do Big Bang intitulado Made Series, o lançamento prévio de A ocorrido em 1 de maio de 2015, levou-o a atingir a segunda colocação na parada musical sul-coreana, além de estabelecer um novo recorde de álbum estrangeiro digital mais vendido na China, através da plataforma QQ Music. A fim de dar prosseguimento ao projeto e como seu penúltimo lançamento, foi divulgado o lançamento de D. 
D foi lançado mundialmente através de formato digital em 1 de julho de 2015, contendo as canções "If You" e "Sober". No Japão o seu lançamento digital foi realizado em 8 de julho contendo as supracitas canções e suas respectivas versões instrumentais. Em 7 de julho, ocorreu o lançamento físico de D, o qual foi comercializado em duas versões de capa diferentes, sendo elas: na cor preta e grafada como D e na cor branca grafada como d, ambas contendo oito faixas, livreto de 24 páginas (de conteúdo diferente para ambas as versões), um cartão fotográfico e um folheto para formar um quebra-cabeça.

## Promoção
A partir de 26 de junho de 2015, a YG Entertainment passou a divulgar imagens promocionais apresentando as canções "If You" e "Sober", que estendeu-se até um dia antes do lançamento de D. Seu conteúdo incluiu informações sobre os responsáveis pela composição e produção das faixas.
Uma hora antes do lançamento digital de D, o Big Bang participou de uma contagem regressiva oficial realizada em um evento ao vivo através do aplicativo "V" do portal Naver, em 30 de junho, como parte de suas atividades promocionais, que não incluíram apresentações do grupo nos programas de música sul-coreanos. Em seguida, em 11 de julho, durante as apresentações do Big Bang pela sua segunda turnê mundial Made World Tour em Bancoque, Tailândia, o grupo realizou a primeira apresentação das canções de D, que foram incluídas no repertório restante da turnê.       

## Recepção da crítica
D recebeu análises positivas da crítica especializada, o website sul-coreano Osen, citou a mistura entre diversão e tristeza proporcionados pelo álbum, e como somente o grupo pode fazê-lo funcionar. Além disso, acrescentou que D possui "máxima ternura, sentimentos divertidos e emocionantes, que estão todos misturados na música. Seguindo o estilo mais novo do Big Bang, que foi o ápice do estilo Big Bang".
Através de sua resenha sobre as canções "If You" e "Sober", o KpopStarz, nomeou D, como um dos melhores lançamentos de Made Series.

## Faixas e formatos
| "D" - Single   |                                |                             |                                |                      |         |  |
| N.º            | Título                         | Letras                      | Música                         | Arranjos             | Duração |  |
| 1.             | "If You"                       | G-Dragon                    | G-Dragon, P.K, Dee.P           | P.K, Dee.P           | 4:24    |  |
| 2.             | "Sober" (맨정신; Maenjeongsin) | Teddy Park, G-Dragon, T.O.P | Teddy Park, Choice37, G-Dragon | Teddy Park, Choice37 | 3:57    |  |
| Duração total: | Duração total:                 | Duração total:              | Duração total:                 | Duração total:       | 8:21    |  |

| D - CD         |                                |                                   |                                         |                      |         |  |
| N.º            | Título                         | Letras                            | Música                                  | Arranjos             | Duração |  |
| 1.             | "If You"                       | G-Dragon                          | G-Dragon, P.K, Dee.P                    | P.K, Dee.P           | 4:24    |  |
| 2.             | "Sober" (맨정신; Maenjeongsin) | Teddy Park, G-Dragon, T.O.P       | Teddy Park, Choice37, G-Dragon          | Teddy Park, Choice37 | 3:57    |  |
| 3.             | "Bang Bang Bang"               | Teddy Park, G-Dragon, T.O.P       | Teddy Park, G-Dragon                    | Teddy Park           | 3:40    |  |
| 4.             | "Loser"                        | Teddy Park, T.O.P, G-Dragon       | Teddy Park, Taeyang                     | Teddy Park           | 3:39    |  |
| 5.             | "Bae Bae"                      | G-Dragon, Teddy Park, T.O.P       | Teddy Park, G-Dragon, T.O.P             | Teddy Park           | 2:49    |  |
| 6.             | "We Like 2 Party"              | Teddy Park, Kush, G-Dragon, T.O.P | Teddy Park, Kush, Seo Won Jin, G-Dragon | Teddy Park, Kush     | 3:16    |  |
| 7.             | "Sober" (instrumental])        | -                                 | Teddy Park, Choice37, G-Dragon          | Teddy Park, Choice37 | 3:57    |  |
| 8.             | "If You" (instrumental)        | -                                 | G-Dragon, P.K, Dee.P                    | P.K, Dee.P           | 4:24    |  |
| Duração total: | Duração total:                 | Duração total:                    | Duração total:                          | Duração total:       | 28:15   |  |

| D - CD (edição digital japonesa) |                           |         |  |
| N.º                              | Título                    | Duração |  |
| 1.                               | "If You" (versão coreana) | 4:24    |  |
| 2.                               | "Sober" (versão coreana)  | 3:57    |  |
| 3.                               | "If You" (instrumental)   | 4:24    |  |
| 4.                               | "Sober" (instrumental)    | 3:57    |  |
| Duração total:                   | Duração total:            | 16:43   |  |

| D - CD (versão especial do iTunes) |                         |         |  |
| N.º                                | Título                  | Duração |  |
| 1.                                 | "If You" (a cappella)   | 4:24    |  |
| 2.                                 | "If You" (MR)           | 4:24    |  |
| 3.                                 | "If You" (instrumental) | 4:24    |  |
| 4.                                 | "Sober" (a cappella)    | 3:57    |  |
| 5.                                 | "Sober" (MR)            | 3:57    |  |
| 6.                                 | "Sober" (instrumental)  | 3:57    |  |

## Desempenho nas paradas musicais
O lançamento de D na Coreia do Sul, obteve uma pré-venda de seu formato físico entre os dias 29 de junho a 6 de julho de 2015. Posteriormente, o mesmo estreou em seu pico de número um pela Gaon Album Chart e mais tarde se estabeleceu em número quatro na parada mensal da referida parada, com vendas de 89,017 mil cópias no mês de julho de 2015. D encerrou o ano de 2015 na posição de número 26 na lista de álbuns mais vendidos do ano, obtendo vendas totais de 91,201 mil cópias. As canções de D, "If You" e "Sober", atingiram as posições de número um e dois, respectivamente, na Gaon Digital Chart e se estabeleceram em seguida, nas posições de número 24 e 36, referente as canções mais vendidas do ano na Coreia do Sul.
Em menos de vinte horas, D adquiriu vendas de quinhentas mil cópias na China, e em três dias, suas vendas ultrapassaram 650.000 mil cópias, este fato tornou-o álbum mais rápido a ser vendido no país, estabelecendo um recorde. No Japão, D atingiu pico de número dezesseis na Oricon Albums Chart obtendo vendas de 4,917 mil cópias em sua primeira semana.
As canções "If You" e "Sober" nos Estados Unidos, atingiram as posições de número dois e três, respectivamente na Billboard World Digital Songs, de acordo com a Billboard, o vídeo musical de "Sober" se classificou na nona posição na lista de vídeos de K-Pop mais vistos no país e ao redor do mundo no mês de junho de 2015, apesar de suas visualizações serem relacionadas a menos de 24 horas.

### Posições
| Paradas (2015)                             | Melhor posição |
| ------------------------------------------ | -------------- |
| Coreia do Sul (Gaon Weekly Albums Chart)   | 1              |
| Coreia do Sul (Gaon Monthly Albums Chart)  | 4              |
| Coreia do Sul (Gaon Yearly Albums Chart)   | 26             |
| Japão (Oricon Weekly Albums Chart)         | 16             |
| Japão (Oricon Weekly Western Albums Chart) | 1              |
| Taiwan (G-Music Weekly Albums)             | 1              |

## Histórico de lançamento
| Região        | Data                | Formato          | Gravadora                 |
| ------------- | ------------------- | ---------------- | ------------------------- |
| Mundo         | 1 de julho de 2015  | Download digital | YG Entertainment          |
| Coreia do Sul | 1 de julho de 2015  | Download digital | YG Entertainment          |
| Coreia do Sul | 7 de julho de 2015  | CD               | YG Entertainment KT Music |
| Japão         | 8 de julho de 2015  | Download digital | YGEX                      |
| Taiwan        | 14 de julho de 2015 | CD               | Warner Music Taiwan       |